# Mahalalepis
Mahalalepis — викопний рід мегаліхтієвих тетраподоморфів, що жили в девонський період.